# بخش ستارا
بخش ستارا (به انگلیسی: Satara district) یک بخش در هند است که در مهاراشترا واقع شده‌است. بخش ستارا ۱۰٬۴۸۴ کیلومتر مربع مساحت و ۳٬۰۰۳٬۷۴۱ نفر جمعیت دارد.